# Ruschia paucipetala
Ruschia paucipetala är en isörtsväxtart som beskrevs av L. Bol. Ruschia paucipetala ingår i släktet Ruschia och familjen isörtsväxter. Inga underarter finns listade i Catalogue of Life.